# Tim Eisenberger
Tim Eisenberger (* 30. Oktober 1991) ist ein deutscher Basketballspieler.

## Laufbahn
Eisenberger wuchs in Ansbach auf und spielte als Jugendlicher Basketball und Fußball, konzentrierte sich mit 16 Jahren vorerst auf den Basketballsport und wechselte er ans Basketball-Internat Schloss Hagerhof, spielte in der Jugend der Dragons Rhöndorf sowie in der Herrenmannschaft erst in der 2. Bundesliga ProB, in der Saison 2010/11 dann in der 2. Bundesliga ProA und ab 2011 wieder in der 2. Bundesliga ProB.
Im Oktober 2012 verließ der 1,98 Meter große Aufbauspieler Rhöndorf, nachdem er in Ansbach einen Studienplatz für Journalismus erhalten hatte und spielte fortan für den Regionalligisten VfL Treuchtlingen. In Treuchtlingen war Eisenberger jahrelang Führungsspieler und wurde vom Basketball-Nachrichtenorgan eurobasket.com in den Spieljahren 2015/16, 2016/17 und 2017/18 als bester deutscher Spieler und in der Saison 2016/17 als bester Spieler der 1. Regionalliga Südost insgesamt ausgezeichnet, nachdem er in der betreffenden Spielzeit pro Partie im Durchschnitt 21,8 Punkte, 10,0 Rebounds sowie 7,5 Korbvorlagen und 2,7 Ballgewinne erzielt hatte. Zwar wechselte er 2014 bereits den Studienort und studierte an der Deutschen Sporthochschule Köln, reiste jedoch stets zu den Spielen mit dem VfL Treuchtlingen aus dem Rheinland an. Darüber hinaus gehörte Eisenberger, dessen Vater Reiner Regionalliga-Fußballer bei der SpVgg Ansbach war, zur Fußballmannschaft des ESV Ansbach/Eyb, für den er in Kreis- und Bezirksliga als torgefährlicher Stürmer auflief.
Im Dezember 2018 verließ er den VfL Treuchtlingen und wechselte zur TG Würzburg in die 2. Bundesliga ProB, wo er wieder für seinen früheren Rhöndorfer Trainer Eric Detlev spielte. Er ging nach Würzburg, um dort ab dem 1. April 2019 eine Stelle bei der Zeitung Main-Post anzutreten.